# سناء (السوم)

تعديل مصدري - تعديل

سناء هي إحدى قرى عزلة السوم بمديرية السوم التابعة لمحافظة حضرموت، بلغ تعداد سكانها 1788 نسمة حسب تعداد اليمن لعام 2004.